# Робертс, Коки
Коки Робертс (урождённая Мэри Марта Коринн Моррисон Клейборн Боггс; англ. Cokie Roberts (Mary Martha Corinne Morrison Claiborne Boggs); 27 декабря 1943, Новый Орлеан, Луизиана — 17 сентября 2019) — американская журналистка и автор бестселлеров, лауреат премии «Эмми». Работала старшим аналитиком службы новостей «Национального общественного радио», а также политическим комментатором на ABC News.
Вела круглый стол «Эта неделя с Джорджем Стефанопоулосом»
Коки Робертс получила прозвище «Коки» от своего брата Томми, который не мог произнести имя Корин.
Окончила Колледж Уэллсли в 1964 году, где она получила степень бакалавра политических наук.
Она была замужем за профессором и журналистом В. Стивеном Робертсом с 1966 года. В последнее время они проживали в Бетесде, штат Мэриленд, у них двое детей и шесть внуков.